# Guesálaz
Guesálaz là một đô thị ở cộng đồng tự trị Navarra của Tây Ban Nha. Đô thị này có diện tích 76,82 km2, dân số năm 2007 là 460 người. Guesalaz nằm cách tỉnh lỵ Pamlona 35 km.
Guesálaz bao gồm các làng sau:

| Làng      | Dân số (2006) |
| --------- | ------------- |
| Arguiñano | 44            |
| Esténoz   | 23            |
| Garísoain | 34            |
| Guembe    | 31            |
| Irurre    | 46            |
| Iturgoyen | 94            |
| Izurzu    | 18            |
| Lerate    | 23            |
| Muez      | 53            |
| Muniáin   | 22            |
| Vidaurre  | 39            |

| Biến động dân số                                       | Biến động dân số | Biến động dân số | Biến động dân số | Biến động dân số | Biến động dân số | Biến động dân số | Biến động dân số | Biến động dân số | Biến động dân số | Biến động dân số |
| 1996                                                   | 1998             | 1999             | 2000             | 2001             | 2002             | 2003             | 2004             | 2005             | 2006             | 2007             |
| ------------------------------------------------------ | ---------------- | ---------------- | ---------------- | ---------------- | ---------------- | ---------------- | ---------------- | ---------------- | ---------------- | ---------------- |
| 458                                                    | 474              | 458              | 480              | 482              | 477              | 472              | 453              | 465              | 472              | 460              |
| Nguồn: Guesálaz et instituto de estadística de navarra |                  |                  |                  |                  |                  |                  |                  |                  |                  |                  |

==Tham khảo==